# San Trovaso
San Trovaso è una frazione del comune di Preganziol, in provincia di Treviso.

## Geografia fisica
È situata a nord-ovest del capoluogo comunale e si sviluppa prevalentemente lungo via Franchetti sino all'incrocio con il Terraglio. È praticamente contigua a Frescada e difatti l'ISTAT conteggia gli abitanti delle due frazioni come un unico centro. Cuore del paese è piazza Armando Diaz, dove si affacciano le due chiese, l'oratorio, la scuola elementare e l'asilo. Il 5 ottobre 2008 è stata attivata la stazione ferroviaria di San Trovaso sulla linea Venezia - Udine, rendendo possibile raggiungere il paese anche in treno. San Trovaso era nei secoli scorsi un territorio prevalentemente boschivo, ma i disboscamenti con il tempo hanno plagiato un paesaggio prettamente agricolo. La frazione è attraversata, per tutta la sua lunghezza, da sud-ovest a sud-est dallo scolo Bigonzo che serpeggiando attraversa gli appezzamenti agricoli ed alcune vie del paese (Via Mestre e Via Cimitero).

## Origini del nome
Il toponimo non è altro che la storpiatura dei nomi dei patroni del paese, i Santi Gervasio e Protasio. Un caso non unico, visto che a San Trovaso è dedicata anche una nota chiesa di Venezia.

## Storia
Il Paese ha origini molto antiche ed è citato già in documenti del XII secolo. Inizialmente San Trovaso era accorpato al comune di Treviso. La parrocchia comprende anche le vicine località di Settecomuni (a ovest) e Le Grazie (ad est, sul Terraglio). Per quanto riguarda Settecomuni, il suo territorio era un tempo spartito tra i sette comuni di Santo Angelo di Ghirada, San Trovaso, Preganziol, Sambughè, Zero, San Vitale e Canizzano. La località Le Grazie, infine, si riferisce al Santuario mariano (Santa Maria delle Grazie) risalente al Seicento, che ospita la sepoltura di Isabella Teotochi Albrizzi.

## Monumenti e luoghi d'interesse

### Architetture civili

#### Villa Franchetti
Il monumento di maggior pregio è Villa Franchetti, edificio di fine Seicento che sorge lungo il Terraglio. Proprietaria fu Isabella Teotochi Albrizzi, che vi teneva un attivo centro culturale: tra gli altri, furono suoi ospiti Ugo Foscolo, che qui trovò ispirazione per comporre il suo Dei sepolcri, Antonio Canova e Ippolito Pindemonte.

#### Stazione di posta
Lungo il Terraglio, in località L'Albera, si trova un'antica stazione di posta, attualmente sede di un ristorante. La struttura è comune a quella di altri edifici analoghi: a tre piani, con un ampio portico, era costituita dalla locanda affiancata dalle stalle e dalla bottega del maniscalco.

#### Il Monumento ai Caduti
Il monumento ai Caduti rappresenta uno dei fulcri del paese essendo dei primi del 1900: fu infatti commissionato allo scultore trevigiano Silvio Rossetto (1868-1925) nel 1921 ed inaugurato il 24 settembre 1922 dall'allora amministrazione fascista di Preganziol. La statua è in marmo bianco e raffigura un soldato privo di vestiti (la nudità del soldato creò non poche polemiche fra il clero locale e l'amministrazione, arrivando addirittura alla sua parziale distruzione ad opera di ignoti) rappresentato nelle posture come un eroe antico della classicità. Essa è rivolta in direzione del Monte Grappa e stringe con una mano la bandiera e alza con l'altra un pugnale, probabilmente ad indicare il coraggio con cui venne difesa la Patria. La scultura in origine poggiava su un basamento di granito collocato sopra un cumulo di rocce carsiche in cui vi erano conficcate alcune bombarde donate dal Ministero della guerra, il tutto racchiuso da una magnifica recinzione in ferro, negli anni novanta però il basamento originale venne rimosso e sostituito da quello attuale, di forma cubica ricoperto di lastre di marmo bianco e allo stesso modo la lapide trapezoidale con i nominativi dei caduti nella prima guerra mondiale fu sostituita da una seconda che accoglie anche i nomi dei militari e dei civili vittime del secondo conflitto. Sulla lapide sono stati inseriti in corrispondenza di alcuni nominativi anche i ritratti fotografici in vetroceramica fra i quali spicca il nome dell'esploratore italiano Raimondo Franchetti (1889-1935) che trascorse gran parte della sua vita proprio a San Trovaso dove risiedeva nella splendida villa che prende il suo nome.

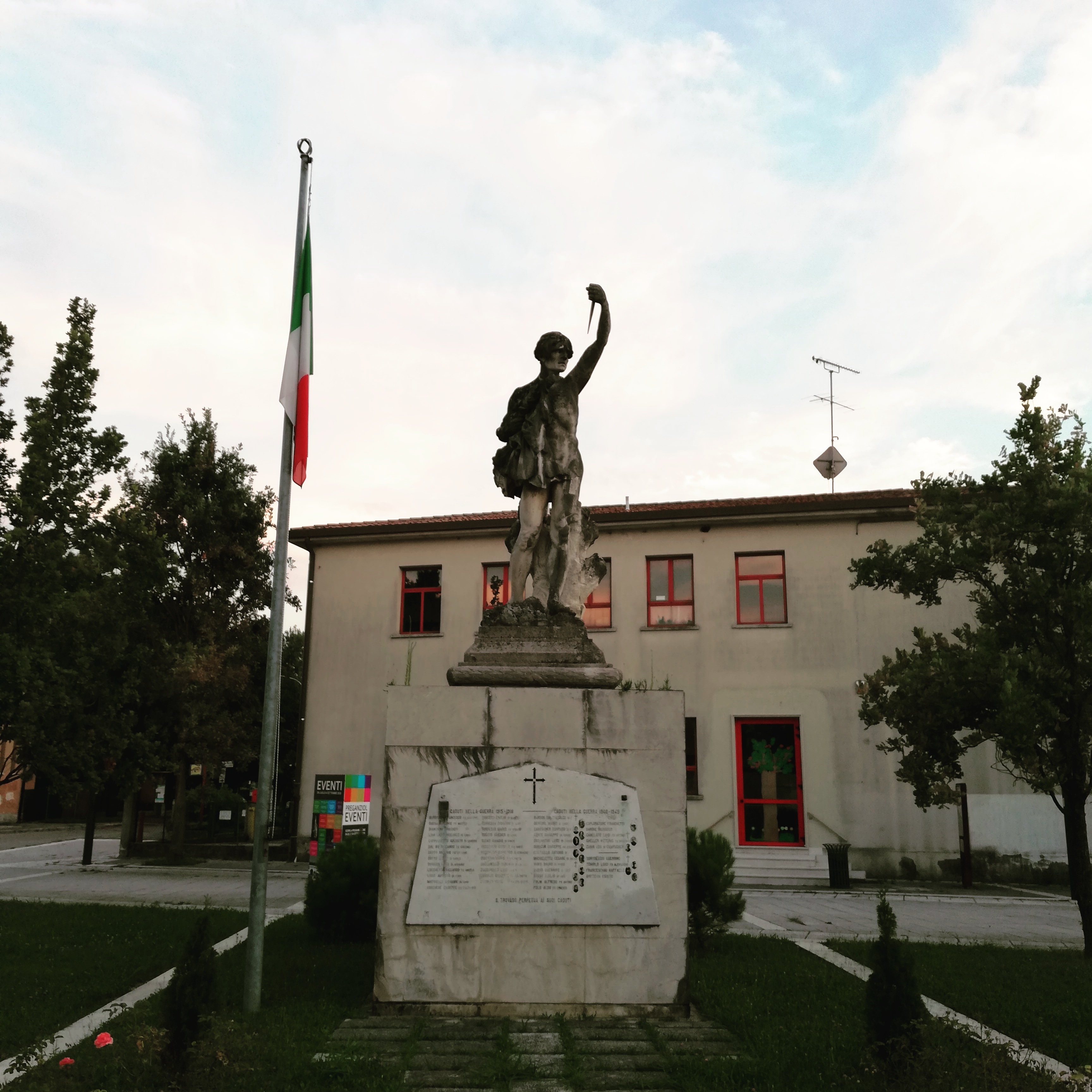

### Architetture religiose

#### Vecchia parrocchiale
La vecchia chiesa è menzionata già in un documento del 1146 con cui il vescovo di Treviso la donava ai paesani. Fu ampliata nel 1530 e nel 1792 (in questa occasione furono forse aggiunti i due angeli in marmo dell'altare e un organo). Attraversò un grave stato di degrado fino al 1996, quando si concluse un radicale restauro.
Di Gian Battista Carrer è la Vergine del Rosario, tela del 1833 che orna uno degli altari laterali, e la tela del soffitto, il Martirio dei Santi andata perduta in seguito al crollo del tetto del 1989. A Girolamo da Santacroce è attribuita la pala dell'altar maggiore raffigurante i Santi Gervasio e Protasio, mentre il tabernacolo è del Marchiori.
L'organo è un Bazzani del 1843 a trasmissione meccanica con un manuale e pedaliera a leggio, donato alla parrocchia dai conti Albrizzi. Ha conservato la sua integrità nel corso degli anni ed è stato restaurato nel 2002 dalla casa organaria di Francesco Zanin.
- Costruttore: Giacomo Bazzani e figli
- Anno: 1843
- Restauri/modifiche: Francesco Zanin, 2002
- Registri: 18
- Canne: 566
- Trasmissione: meccanica
- Consolle: a finestra, sulla parete anteriore della cassa
- Tastiere: 1 di 50 note (Do1-Fa5)
- Pedaliera: a leggio di 17 note con prima ottava corta (Do1-La2), l'ultimo tasto aziona il tamburo
- Collocazione: in cantoria in controfacciata

| I - Ripieno                         |    |
| Principale Bassi (prime 6 in legno) | 8' |
| Principale Soprani                  | 8' |
| Ottava (prime 4 in legno)           | 4' |
| Quintadecima                        | 2' |
| Decimanona                          |    |
| Vigesimaseconda                     |    |
| Vigesimasesta                       |    |
| Vigesimanona                        |    |

| I - Concerto           |          |
| Voce umana             | 8'       |
| Flauto in VIII Bassi   | 4'       |
| Flauto in VIII Soprani | 4'       |
| Flutta reale           | 8'       |
| Ottavino Soprani       | 2'       |
| Violetta Bassi         | 4'       |
| Tromboncini Bassi      |          |
| Tromboncini Soprani    |          |
| Pedale                 |          |
| Contrabassi e Rinforzi | 16' + 8' |

#### Nuova parrocchiale
La nuova parrocchiale è un ampio edificio dalle fattezze moderne consacrato nel 1983; la copertura lignea è a tre vele ascendenti.

#### Santuario delle Grazie
In località Le Grazie sorge un prezioso santuario del 1613. Fu innalzato con un piccolo monastero su un terreno donato dal patrizio Pietro Contarini agli eremiti di San Girolamo provenienti dall'isola lagunare delle Grazie. Soppresso l'ordine (1668), i beni del convento passarono alla Serenissima che li vendette agli Albrizzi, i quali demolirono il convento e adibirono la chiesa a cappella privata. Nel 1775 l'edificio fu ricostruito e la decorazione degli interni fu commissionata a Gian Battista Carrer. La pianta dell'edificio è a croce latina con tre cappelle. Nell'abside centrale è collocata una tela di ignoto raffigurante la Beata Vergine delle Grazie. Caratteristici i due campanili identici posti ai lati della costruzione. Attualmente, presso la chiesa vive una comunità di suore Francescane di Cristo Re che gestiscono anche una scuola elementare.

## Economia
Il paese ha vissuto prevalentemente di agricoltura e tutt'oggi è il paesaggio rurale a prevalere nel territorio. L'industria si basa su una piccola zona artigianale posta ad ovest del centro, eccetto lo stabilimento della Goppion Caffè che è posto lungo il Terraglio, a ridosso della località di Frescada.